# NGC 6527
NGC 6527 est une galaxie spirale située dans la constellation d'Hercule. Sa vitesse par rapport au fond diffus cosmologique est de 5 357 ± 10 km/s, ce qui correspond à une distance de Hubble de 79,0 ± 5,5 Mpc (∼258 millions d'al). NGC 6527 a été découverte par l'astronome américain Truman Henry Safford en 1866.
À ce jour, trois mesures non basées sur le décalage vers le rouge (redshift) donnent une distance de 74,533 ± 2,606 Mpc (∼243 millions d'al), ce qui est à l'intérieur des valeurs de la distance de Hubble.